# Theodoor, of een total-loss
Theodoor, of een total-loss is een hoorspel van Eric Schneider. De AVRO zond het uit op donderdag 9 december 1976, van 20:10 uur tot 21:20 uur. De regisseur was Jacques Besançon.

## Rolbezetting
- Lies Franken (Lisa)
- Ank van der Moer (Berthe)
- Danni Heylen (Judy)
- Trins Snijders (Cora)

## Inhoud
Dit hoorspel is een moderne versie op het thema van Tsjechovs De drie zusters. Ook in dit spel drie zeer eenzame zusters, vol met illusies. De ironische sfeertekening van het welgestelde burgerleven, vol met valse hoop en desillusies, wordt bij Schneider een harde en benauwende. De erotiek wordt van ieder van de drie zusters genadeloos geopenbaard, met alle gevolgen van dien. Ieder van de drie samenwonende zusjes heeft haar eigen frustraties. Een uit Amerika overgekomen nichtje heeft een verhouding met een wat oudere heer, Theodoor. Als drie terriërs zitten de zusters de gangen van het nichtje en Theodoor na. De ontknoping is voor alle personages meer dan ontluisterend…